# B’z The Best XXV 1988–1998
B’z The Best XXV 1988–1998 – kompilacja japońskiego zespołu B’z, wydana 12 czerwca 2013 roku razem z kompilacją B’z The Best XXV 1999–2012. Album został wydany w dwóch edycjach: regularnej (2CD) i limitowanej (2CD+DVD). DVD zawierało teledyski do utworów od 1 do 27. Osiągnął 1 pozycję w rankingu Oricon i pozostał na liście przez 37 tygodni, sprzedał się w nakładzie 588 871 egzemplarzy. Zdobył status podwójnej platynowej płyty.

## Lista utworów
| DISC 1 | |      |
| Nr     | Tytuł | Czas |
| 1.     | „Dakara sono te wo hanashite” (jap. だからその手を離して)                                                       | 3:49 |
| 2.     | „Kimi no naka de odoritai” (jap. 君の中で踊りたい)                                                              | 3:46 |
| 3.     | „LADY-GO-ROUND”                                                                                                 | 4:22 |
| 4.     | „BE THERE” | 4:14 |
| 5.     | „Taiyō no Komachi Angel” (jap. 太陽の Komachi Angel)                                                            | 4:10 |
| 6.     | „Easy Come, Easy Go!”                                                                                           | 4:40 |
| 7.     | „Itoshii hito yo Good Night...” (jap. 愛しい人よ Good Night...)                                                 | 6:13 |
| 8.     | „LADY NAVIGATION”                                                                                               | 6:09 |
| 9.     | „ALONE” | 6:21 |
| 10.    | „Blowin’„ | 3:56 |
| 11.    | „ZERO” |      |
| 12.    | „Ai no mama ni wagamama ni boku wa kimi dake o kizutsukenai” (jap. 愛のままにわがままに 僕は君だけを傷つけない) | 3:56 |
| 13.    | „Hadashi no megami” (jap. 裸足の女神)                                                                           | 4:27 |
| 14.    | „Don’t Leave Me”                                                                                                |      |
| DISC 2 | |      |
| Nr     | Tytuł | Czas |
| 1.     | „MOTEL” | 4:23 |
| 2.     | „Negai” (jap. ねがい)                                                                                           | 3:30 |
| 3.     | „love me, I love you”                                                                                           | 3:18 |
| 4.     | „LOVE PHANTOM”                                                                                                  | 4:40 |
| 5.     | „Mienai chikara ~INVISIBLE ONE~” (jap. ミエナイチカラ ～INVISIBLE ONE～)                                        | 4:29 |
| 6.     | „MOVE” | 3:47 |
| 7.     | „Real Thing Shakes”                                                                                             | 4:11 |
| 8.     | „FIREBALL” | 4:14 |
| 9.     | „Calling” | 5:56 |
| 10.    | „Liar! Liar!”                                                                                                   | 3:21 |
| 11.    | „Samayoeru aoi dangan” (jap. さまよえる蒼い弾丸)                                                                | 4:07 |
| 12.    | „HOME” | 4:20 |
| 13.    | „HEAT” (cover Kim Hyun-joong)                                                                                   |      |
| 14.    | „Kakushin” (jap. 核心)                                                                                          |      |

## Notowania
| Lista                       | Pozycja |
| --------------------------- | ------- |
| Oricon Daily Albums Chart   | 1       |
| Oricon Weekly Albums Chart  | 1       |
| Oricon Monthly Albums Chart | 1       |
| Oricon Yearly Albums Chart  | 2       |